# Gran Premio Ciclista de Gatineau
El Gran Premio Ciclista de Gatineau (oficialmente: o simplemente Grand Prix cycliste de Gatineau) es una carrera ciclista femenina de un día que se disputa en la ciudad de Gatineau y sus alrededores en el estado de Quebec en Canadá.
La carrera fue creada en el año 2010 como competencia de categoría 1.1 del calendario internacional femenino de la UCI.
La carrera se disputa un día antes de la Chrono Gatineau.

## Palmarés
| Año  | Ganador             | Segundo            | Tercero                 |           |
| ---- | ------------------- | ------------------ | ----------------------- | --------- |
| 2010 | Joëlle Numainville  | Jo Kiesanowski     | Modesta Vžesniauskaitė  |           |
| 2011 | Giorgia Bronzini    | Joëlle Numainville | Theresa Cliff-Ryan      |           |
| 2012 | Ina Teutenberg      | Rochelle Gilmore   | Alyona Andruk           |           |
| 2013 | Shelley Olds        | Joëlle Numainville | Katarzyna Pawłowska     |           |
| 2014 | Denise Ramsden      | Flávia Oliveira    | Jasmin Duehring         |           |
| 2015 | Kirsten Wild        | Joëlle Numainville | Christine Majerus       |           |
| 2016 | Kimberley Wells     | Joëlle Numainville | Leah Kirchmann          |           |
| 2017 | Leah Kirchmann      | Kirsti Lay         | Kendall Ryan            |           |
| 2018 | Lauren Hall         | Alison Jackson     | Sara Bergen             |           |
| 2019 | Leah Kirchmann      | Allison Beveridge  | Kristabel Doebel-Hickok |           |
| 2020 | cancelada           | cancelada          | cancelada               | cancelada |
| 2021 | cancelada           | cancelada          | cancelada               | cancelada |
| 2022 | cancelada           | cancelada          | cancelada               | cancelada |
| 2023 | Megan Jastrab       | Alison Jackson     | Skylar Schneider        |           |
| 2024 | Letizia Paternoster | Marlies Mejías     | Sarah Van Dam           |           |
| 2025 |                     |                    |                         |           |

## Palmarés por países
| País           | Victorias |
| -------------- | --------- |
| Canadá         | 4         |
| Estados Unidos | 2         |
| Italia         | 1         |
| Alemania       | 1         |
| Países Bajos   | 1         |
| Australia      | 1         |